# 满都户镇
满都户镇，是中华人民共和国辽宁省沈阳市辽中区下辖的一个乡镇级行政单位。

## 行政区划
满都户镇下辖以下地区：
满东社区、满西社区、前鸭鸡房村、古城子村、胡家屯村、官粮窖村、三道岗子村、押牛街村、宁家村和东刘家村。